# Paolo Paruta

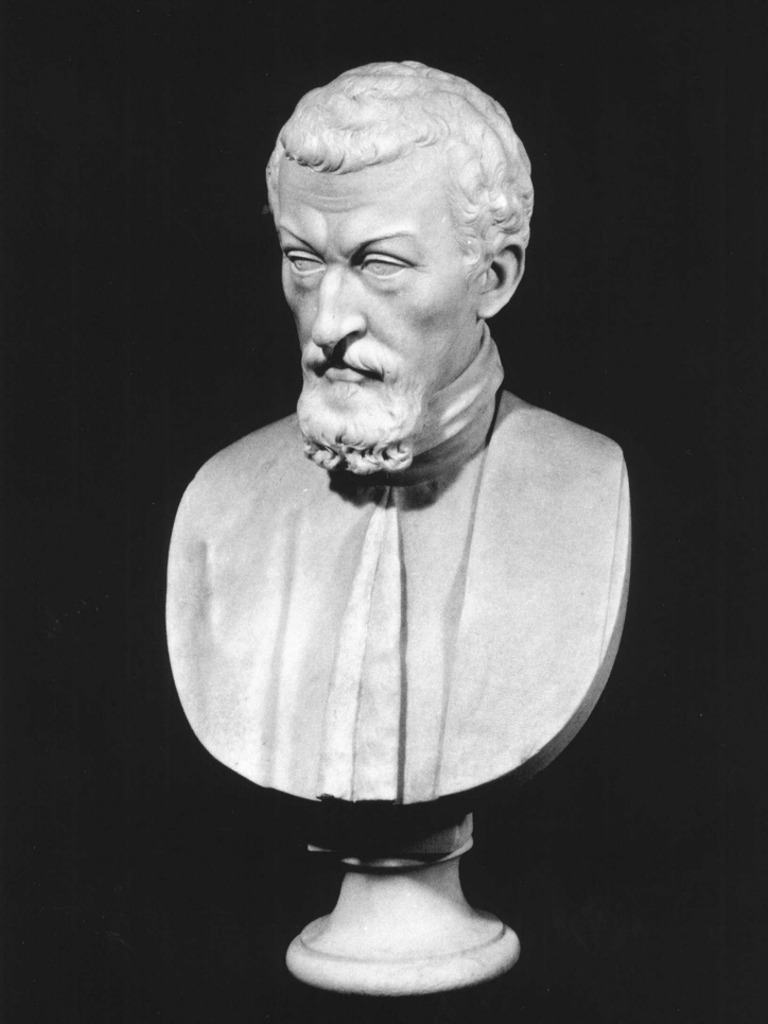
Büste von Paolo Paruta (geschaffen von Luigi Ferrari)

Paolo Paruta (* 14. Mai 1540 in Venedig; † 6. Dezember 1598 in Venedig) war ein italienischer Historiker, politischer Theoretiker und Staatsmann, der den größten Teil seines Lebens als Diplomat im Dienst der Republik Venedig stand.

## Leben
Als Sohn einer angesehenen Familie, die 1381 in den Adel der Stadt aufgenommen worden war, in Venedig geboren, beschäftigte sich Paruta von früher Jugend an mit Literatur und Philosophie. Er studierte in Padua, widmete sich insbesondere der Geschichte und politischen Wissenschaft und bekleidete unterschiedliche politische Funktionen der Republik Venedig. So arbeitete er beispielsweise als Sekretär für einen venezianischen Abgeordneten des Rates der Zehn.
1562 begleitete Paruta Botschafter Michele Suriano an den Hof des Kaisers Maximilian II. und trat als offizieller Geschichtsschreiber der Republik Venedig auf. Als Nachfolger Luigi Contarinis wurde Paruta 1580 offiziell zum Historiker der Republik berufen.
Er wurde Provveditore der Darlehenskammer (1580), Commissario del Cadore (1589), Savio del gran consiglio (1590), Gouverneur von Brescia (1590–92) und Botschafter beim Papst in Rom (1592–95). 1596 ist Paruta zum Provveditore vom Markusdom berufen worden und Provveditore delle Fortezze (Festungskommandant) 1597.
Von 1592 bis 1595 war er venezianischer Botschafter in Rom. Die antivenezianische Einstellung des Papstes verstand Paruta zu mildern, vor allem da der venezianische Senat 1593 der Auslieferung Giordano Brunos zugestimmt hatte. Bei den Verhandlungen über die öffentliche Absolution Heinrichs IV. hat er sich nachhaltig und erfolgreich für den König von Frankreich eingesetzt, der zuerst von der Republik Venedig anerkannt worden war. Ende Oktober 1595 kehrte Paruta von Rom nach Venedig zurück, im November präsentierte er seinen Bericht (Relazione) im Senat, in dem er die doppelte Rolle des Papstes Clemens VIII. als Vikar Christi und als weltlicher Fürst betonte. Es folgten noch einige Einsätze als Sonderbotschafter, gemeinsam mit anderen Adeligen.

## Werke (Auswahl)

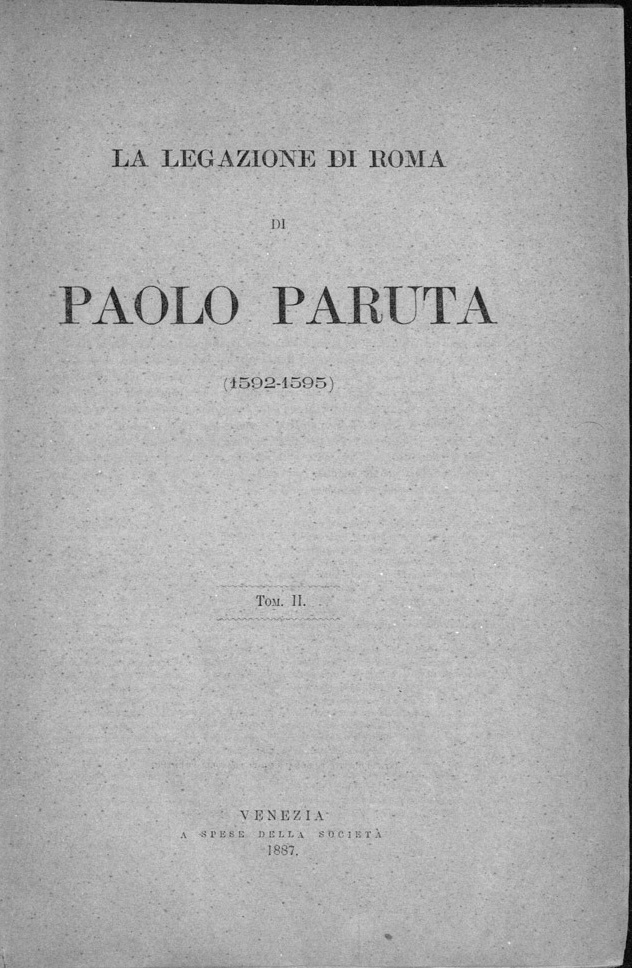
La legazione di Roma di Paolo Paruta, Hrsg. Giuseppe De Leva, Band 2, 1887

- Dialog Della perfezione della vita politica (1572–1579): Verteidigt die politische Aktivität als eine vornehme Beschäftigung und betont (im Gegensatz zu Niccolò Machiavelli), dass ein Staatsmann sich an gewisse moralische Prinzipien halten muss
- Storia della guerra di Cipro (erschienen 1599): Beschäftigt sich mit der Kapitulation Zyperns vor den osmanischen Türken
- Discorsi politici (erschienen 1599): Detaillierte Erörterung der venezianischen Regierung
- Istoria Veneziana (erschienen 1605): Fortsetzung der von Pietro Bembo begonnenen Geschichte der Republik Venedig. Umfasst die Jahre von 1513 bis 1551.
- Giuseppe De Leva (Hrsg.): La legazione di Roma di Paolo Paruta (3 Band). Regia deputazione veneta di storia patria, Venezia 1887 (italienisch).
  - La legazione di Roma di Paolo Paruta. Band 2. Regia deputazione veneta di storia patria, Venezia 1887 (italienisch, Online).